# Saka-Informationen
Die zehnmal jährlich erscheinenden SAKA-Informationen waren von Dezember 1982 bis April 1996 das Organ der Sammlung glaubenstreuer Katholiken mit Sitz in Basel. Die Zeitschrift erschien seit Dezember 1975 und nannte sich von Oktober 1979 an Saka-Informationsblätter, bevor sie 1982 umbenannt wurde. In den 1990er Jahren bis zur Einstellung hatte die Zeitschrift auf dem Titelblatt den Untertitel "Römisch-katholische Monatsblätter" ergänzt. Im Impressum stand als Kurzcharakterisierung der Untertitel "Zeitschrift des Oratoriums von der göttlichen Wahrheit und der kleinen Herde".
Die Zeitschrift war das am weitesten verbreitete Periodikum von Katholiken, die die These von der derzeitigen Vakanz des Apostolischen Stuhls vertraten, den so genannten Sedisvakantismus. Chefredakteur war bis 1996 Alfons Eisele. Nach dessen Tod 1996 war für zwei weitere Ausgaben der Saarbrücker Soziologieprofessor Wigand Siebel Redakteur des Heftes. Über einige Zeit wurden die SAKA-Informationen dann noch als eigenständiger Teil in die Zeitschrift Kyrie Eleison, dem Quartalsmagazin der Liga katholischer Traditionalisten e.V., integriert und von Paul Schoonbroodt redigiert.
Thematisch wurde in den SAKA-Informationen hauptsächlich Glaubensfragen aus traditionalistisch-katholischer Perspektive behandelt, aber auch Randgebiete wie etwa die Evolutionstheorie und spezielle Themen aus der Hagiographie. Viele Beiträge erstreckten sich über mehrere Ausgaben.
Zu den Lesern gehörte auch Martin Mosebach, von dem ein Leserbrief abgedruckt wurde.

## Verbindungen
Das Heft stand dem Oratorium von der göttlichen Wahrheit sowie dem St.-Petrus-Canisius-Konvent nahe. In der Zeitschrift schrieben auch Prominente, wie etwa Gerd-Klaus Kaltenbrunner und Reinhard Lauth.

## Einzelbelege
1. ↑  Vgl. die Erklärung des Titels und der theologischen Position auf eine Leseranfrage hin, in: SAKA-Informationen 20 (10/1996), 169.
2. ↑  Vgl. Dieter Müller: Herausforderung für die Evolutionstheorie, in: SAKA-Informationen 20 (11/1996), 193–195; SAKA-Informationen 20 (12/1996), 219–221.
3. ↑  Vgl. Hagen Ladwein: Bischof John Henry Fischer - Kardinal und Martyrer unter Heinrich VIII., in: SAKA-Informationen 20 (10/1995), 176–178; SAKA-Informationen 20 (11/1995), 199–202.
4. ↑  Leserbrief "Nicht geglückt" von Martin Mosebach, Frankfurt am Main, in: SAKA-Informationen 21 (2/1996), 32.
5. ↑  Vgl. Communiqué des St. Petrus-Canisius-Konventes von seiner Tagung am 20./21. Oktober, in: SAKA-Informationen 20 (12/1995), 209.
6. ↑  Kaltenbrunner war etwa von 1990 bis zur Einstellung der Zeitschrift regelmäßiger Autor. Vgl. u. a. Gerd-Klaus Kaltenbrunner: Kleiner Liebesbrief an die Heilige Philomena, in: SAKA-Informationen 20 (10/1995), 167–169; Rußlands Genesung in der katholischen Wahrheit, in: SAKA-Informationen 20 (11/1995), 189–192; Huldigung an Peter Hille im Himmel, in: SAKA-Informationen 20 (12/1995), 215–218.